# Secrets d'un matrimoni
Secrets d'un matrimoni (títol original en suec: Scener ur ett äktenskap) és una pel·lícula sueca d'Ingmar Bergman, estrenada el 1974. Ha estat doblada al català.
Es tracta d'un muntatge condensat, i destinat al mercat internacional, d'una sèrie de 6 episodis dirigida per Bergman per a la televisió sueca. Els 6 episodis de la sèrie duren aproximadament 49 minuts:
- 1r episodi: Innocència i pànic (primera difusió Tv l'11 d'abril de 1973)
- 2n episodi: L'art d'amagar la pols sota els mobles (primera difusió Tv el 18 d'abril de 1973)
- 3r episodi: Paula (primera difusió Tv el 25 d'abril de 1973)
- 4t episodi: La vall de les llàgrimes (primera difusió Tv el 2 de maig de 1973)
- 5è episodi: Els analfabets (primera difusió Tv el 9 de maig de 1973)
- 6è episodi: En plena nit en una casa fosca en alguna part sobre terra (primera difusió Tv el 16 de maig de 1973)

## Argument
Crònica de la vida d'una parella en sis capítols, estenent-se sobre un període de vint anys. Malgrat les seves discussions incessants, semblen consagrats a viure junts.

## Repartiment
- Liv Ullmann: Marianne
- Erland Josephson: Johan
- Bibi Andersson: Katarina
- Jan Malmsjö: Peter
- Gunnel Lindblom: Eva
- Anita Wall: Senyora Palm
- Barbro Hiort af Ornäs: Senyora Jacobi
- Rosanna Mariano i Lena Bergman: els nens Eva i Karin
- Wenche Foss: La mare
- Bertil Norström: Arne

## Premis
- 1975: Globus d'Or a la millor pel·lícula estrangera
- 1975: Premi David Di Donatello a la millor actriu estrangera: Liv Ullmann.

## Al voltant de la pel·lícula
- Marianne i Johan, la parella de la pel·lícula, reapareixen a la pel·lícula Saraband el 2003.
- La pel·lícula Domicile conjugal de Truffaut (1970) inclou la cèlebre escena del llit on Claude Jade flirteja indirectament llegint una biografia de Rudolf Nuréiev, mentre que Antoine s'instrueix sobre «Les Dones japoneses» per seduir la seva amant, una escena que es fa eco d'una de les escenes de Secrets d'un matrimoni d'Ingmar Bergman el 1973.

## Versió teatral
El febrer de 2000 se'n va fer una versió teatral adaptada per Emilio Hernández, dirigida per Rita Russek i protagonitzada per Magüi Mira i José Luis Pellicena. Això li va valdre a Magüi Mira una candidatura als Fotogramas de Plata 2000 a la Millor actriu de teatre.